# Temporada da Indy Lights de 2007
A Temporada da Indy Lights de 2008 foi a vigésima-segunda na história da categoria.
Teve como campeão o britânico Alex Lloyd, da Sam Schmidt Motorsports, que conquistou 13 pódios (8 vitórias, 4 segundos lugares e um terceiro) e obteve 652 pontos (171 de vantagem sobre o vice-campeão, Hideki Mutoh, ganhador do prêmio de rookie da temporada).